# 竹内淳子
竹内 淳子（たけうち じゅんこ、生年非公表）は、日本の民俗学者。
東京に生まれる。大妻女子大学の前身校を卒業。同校助手となり、岩根マス、瀬川清子に師事。「ものと人間の文化を研究する会」主宰。

## 著書

### 単著
- 『現代の工芸 人とその作品』保育社〈カラーブックス〉、1974年
- 『工芸家になるには』ぺりかん社〈なるにはBooks〉、1977年12月
- 『更紗の美』吉田弥左衛門〈田奈部豆本〉、1986年6月
- 『藍 1-2』法政大学出版局〈ものと人間の文化史〉、1991年 - 1999年
- 『草木布 1-2』法政大学出版局〈ものと人間の文化史〉、1995年7月
- 『紅花』法政大学出版局〈ものと人間の文化史〉、2004年7月
- 『紫』法政大学出版局〈ものと人間の文化史〉、2009年10月

### 共著
- 『織物の旅 着物のふるさと』（東日本編・西日本編）（中里恒子・岡村吉右衛門と共著）毎日新聞社〈日本のふるさとシリーズ〉、1974年
- 『備前』（藤原雄との共著）保育社〈カラーブックス〉、1975年
- 『日本史小百科 11 工芸』（遠藤元男との共著）近藤出版社、1980年12月
- 日本観光文化研究所 編『日本人の生活と文化 8 織りと染めもの』ぎょうせい、1982年2月
- 『日本の技 2 江戸の伝統技と心 関東』（直江広治と共編）集英社、1983年7月
- 『日本の技 10 南国沖縄光と技 沖縄と南の島々』（岡村吉右衛門と共編）集英社、1983年8月